# 格宗镇
格宗镇，原为格宗乡，是中华人民共和国四川省甘孜藏族自治州丹巴县下辖的一个乡镇级行政单位。2019年12月，撤销格宗乡，设立格宗镇，以原格宗乡所属行政区域为格宗镇的行政区域，格宗镇人民政府驻格宗村2组17号。

## 行政区划
格宗镇下辖以下地区：
格宗村、江达村、川主庙村、马尔村、王家山村、朱家山村、竹子沟村、林帮村、俄呷村、白玉村、鱼日村和开绕村。